# Sol Libsohn

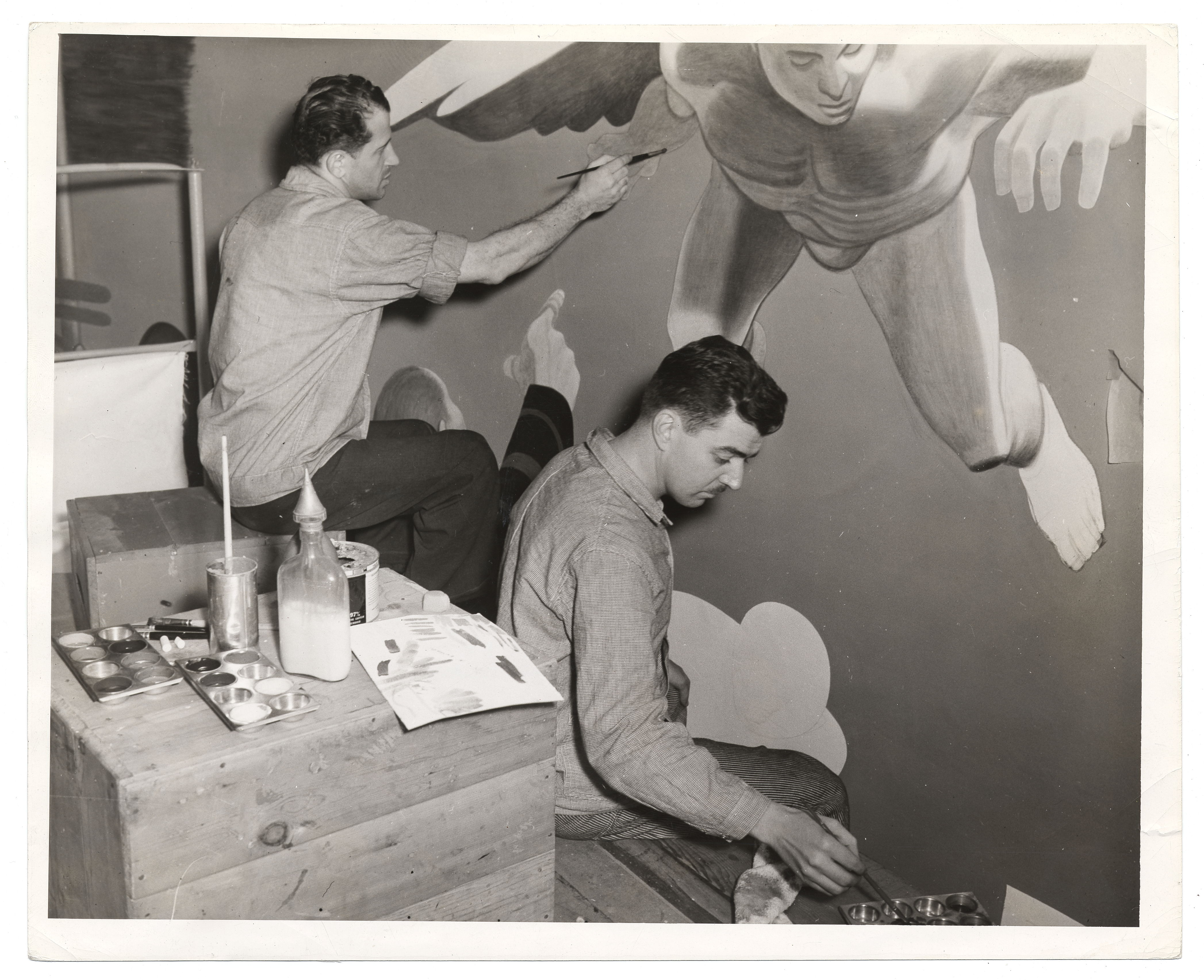
James Brooks pracuje na nástěnné malbě, 21. srpna 1940

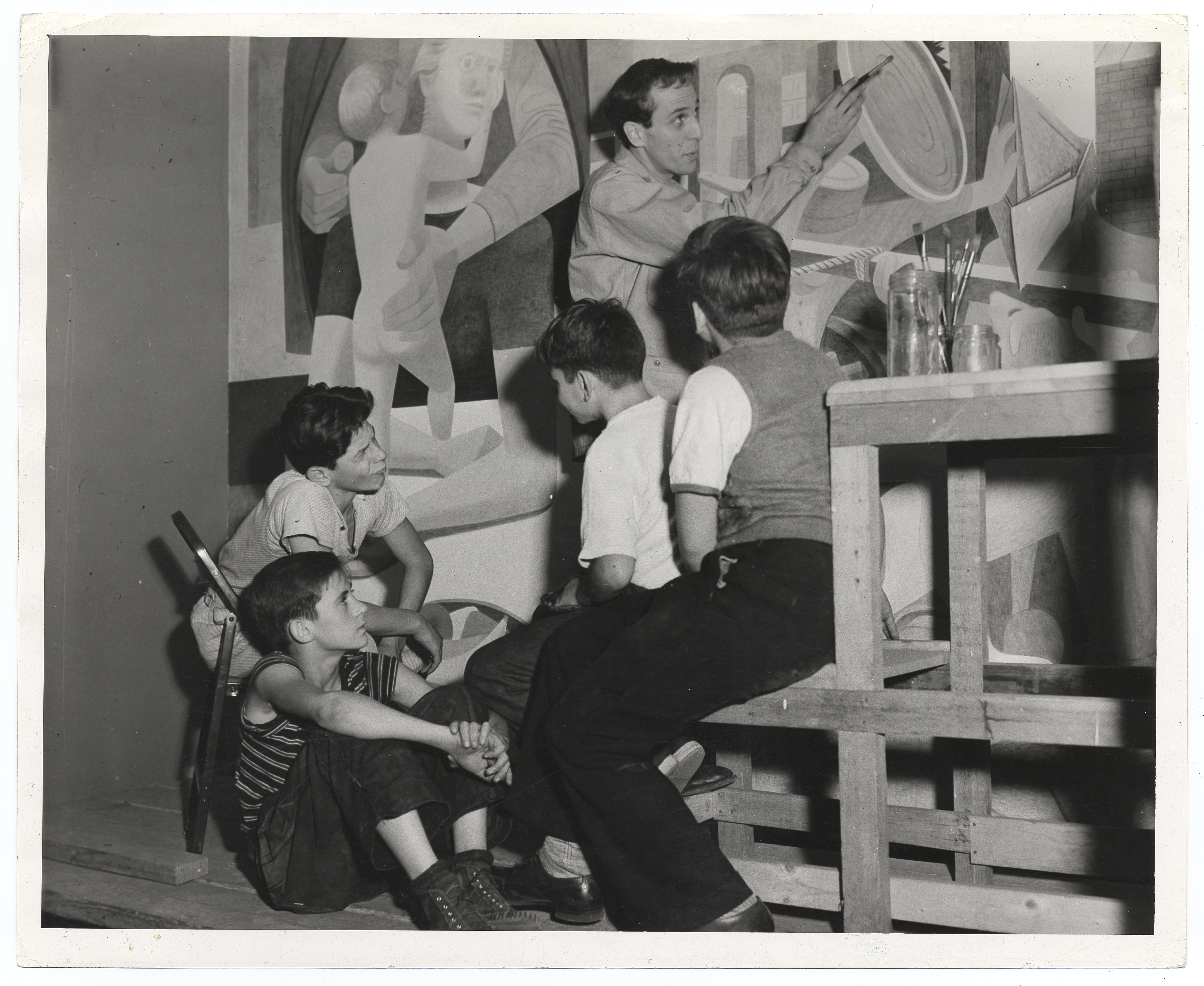
Umělec Philip Guston pracuje před zraky chlapců

Sol Libsohn (5. února 1914 New York – 21. ledna 2001 Princeton) byl americký dokumentární fotograf-samouk.

## Životopis
Po absolvování City College v New Yorku se připojil k Filmové a fotografické lize, kde si vydělával na živých dokumentárních malbách. V roce 1936 založil spolu se Sidem Grossmanem skupinu Photo League.  Libsohn byl důležitým lektorem Ligy a byl členem a vedoucím mnoha produkčních skupin. Kromě práce na volné noze pro řadu časopisů byl také zaměstnán Royem Strykerem pro dokumentární projekt Standard Oil Company v New Jersey (později Exxon), Federal Art Project a Princeton University, kde učil umění a fotografii znevýhodněné mládeži v letním programu.
Spolupracoval také s Farm Security Administration, jedním z programů New Deal Franklina Delana Roosevelta. Agentura jej najala v roce 1935, když se jí stále říkalo Resettlement Administration, fotografoval život během Velké hospodářské krize. Společnost FSA byla vytvořena v USA v roce 1935 a jejím úkolem bylo v krizi pomáhat proti americké venkovské chudobě. FSA podporovalo skupování okrajových pozemků, práci na velkých pozemcích s moderními stroji a kolektivizaci. Kromě Libsohna byli v sociologicko-dokumentárním programu této agentury zapojeni fotografové jako například Walker Evans, Dorothea Langeová, Roy Stryker, Arthur Rothstein, Gordon Parks nebo Ben Shahn.
Se vstupem USA do druhé světové války však nastala změna: projekt FSA dostal jiné jméno – Office of War Informations (OWI) – a také jiný program. Ve válce musela propaganda ukazovat, jak jsou Spojené státy silné a ne jaké mají potíže. V roce 1948, kdy FSA zanikla, byla dokonce snaha pořízené dokumenty zničit, aby nemohly být použity pro propagandu komunistickou.
Libsohn byl blízkým známým Romany Javitz, vedoucí obrazové sbírky New York Public Library v letech 1929 až 1968, která hledala jeho práci pro knihovnu.
Mezi jeho stěžejní projekty patří jeho cyklus Trucking Story, příběh o řidičích nákladních vozidel a jeho dokumentární práce o cirkusovém světě a zejména cirkusu Barnum.
Libsohn zemřel 21. ledna 2001 v Princetonu v New Jersey ve svých 86 letech. 